# Setja pri Kerzjentse
Setja pri Kerzjentse (russisk: Се́ча при Ке́рженце) er en sovjetisk animationsfilm fra 1971 af Jurij Nornsjtejn og Ivan Ivanov-Vano.